# Donja Mahala
Donja Mahala (en cyrillique : Доња Махала) est une localité de Bosnie-Herzégovine. Elle est située dans la municipalité d'Orašje, dans le canton de la Posavina et dans la fédération de Bosnie-et-Herzégovine. Selon les premiers résultats du recensement bosnien de 2013, elle compte 4 088 habitants.

## Géographie
La localité est située sur la rive droite de la Save.

## Démographie

### Évolution historique de la population
| 1948 | 1953 | 1961  | 1971  | 1981  | 1991  | 2013  |
| ---- | ---- | ----- | ----- | ----- | ----- | ----- |
| -    | -    | 3 164 | 3 853 | 3 960 | 4 273 | 4 088 |

|  |